# Aptenodytes
O género Aptenodytes, da família Spheniscidae, é composto por duas espécies viventes e uma extinta. As características principais do género é que são pinguins de bico grande e pontiagudo, apresentam canais no bico, desde os orifícios nasais até à ponta. São espécies de pinguins de grandes dimensões, conhecidos como os grandes pinguins.
- Pinguim-rei, Aptenodytes patagonicus
- Pinguim-imperador, Aptenodytes forsteri

O pinguim-de-ridgen (Aptenodytes ridgeni) é uma espécie fóssil, conhecida.